# David Mansfield
David Mansfield (Pittsburgh, 13 settembre 1956) è un compositore e musicista statunitense.

## Biografia
Nel 1975 viene chiamato per partecipare alla Rolling Thunder Revue di Bob Dylan; partecipa quindi all'album live Hard Rain.
Con T-Bone Burnett e Steven Soles, conosciuti nella Rolling Thunder Revue, forma The Alpha Band-
Nel 1978 viene richiamato da Dylan per la registrazione dell'album Street Legal e per il tour successivo, da cui verrà tratto il doppio live  Bob Dylan at Budokan.
Ha composto musiche per film e serie televisive, tra cui: L'anno del dragone, Quando tutto cambia e Broken Trail - Un viaggio pericoloso.

## Filmografia parziale

### Cinema
- I cancelli del cielo (Heaven's Gate), regia di Michael Cimino (1980)
- L'anno del dragone (Year of the Dragon), regia di Michael Cimino (1985)
- Club Paradise, regia di Harold Ramis (1986)
- Il siciliano (The Sicilian), regia di Michael Cimino (1987)
- Regina senza corona (Miss Firecracker), regia di Thomas Schlamme (1989)
- Ore disperate (Desperate Hours), regia di Michael Cimino (1990)
- Io e Veronica (Me and Veronica), regia di Don Scardino (1993)
- Profundo carmesí, regia di Arturo Ripstein (1996)
- L'apostolo (The Apostle), regia di Robert Duvall (1997)
- Il vangelo delle meraviglie (El evangelio de las maravillas), regia di Arturo Ripstein (1998)
- Dark Harbor, regia di Adam Coleman Howard (1998)
- In cerca d'amore (Tumbleweeds), regia di Gavin O'Connor (1999)
- Nessuno scrive al colonnello (El coronel no tiene quien le escriba), regia di Arturo Ripstein (1999)
- A Good Baby, regia di Katherine Dieckmann (1999)
- I sublimi segreti delle Ya-Ya sisters (Divine Secrets of the Ya-Ya Sisterhood), regia di Callie Khouri (2002)
- Transamerica, regia di Duncan Tucker (2005)
- Stephanie Daley, regia di Hilary Brougher (2006)
- Quando tutto cambia (Then She Found Me), regia di Helen Hunt (2007)
- The Guitar, regia di Amy Redford (2008)
- The Last Keepers - Le ultime streghe (The Last Keepers), regia di Maggie Greenwald e Ilker Can Karagulle (2013)
- Sophie and the Rising Sun, regia di Maggie Greenwald (2016)

### Televisione
- I racconti della cripta (Tales from the Crypt) – serie TV, episodio 3x06 (1991)
- American Playhouse – serie TV, 1 episodio (1992)
- La madre di David (David's Mother), regia di Robert Allan Ackerman – film TV (1994)
- Truman, regia di Frank Pierson – film TV (1995)
- Uno sconosciuto accanto a me (The Stranger Beside Me), regia di Sandor Stern – film TV (1995)
- Un tram che si chiama Desiderio (A Streetcar Named Desire), regia di Glenn Jordan – film TV (1995)
- Broken Trail - Un viaggio pericoloso (Broken Trail), regia di Walter Hill – miniserie TV (2006)
- George & Tammy, regia di John Hillcoat – miniserie TV (2022-2023)